# Neto Baiano
Neto Baiano (nacido el 17 de septiembre de 1982) es un futbolista brasileño que se desempeña como delantero.
Jugó para clubes como el São Caetano, Internacional, Palmeiras, Fortaleza, Atlético Paranaense, Ponte Preta, Vitória, JEF United Chiba, Kashiwa Reysol, Goiás, Sport Recife y Criciúma.

## Trayectoria

### Clubes
| Club                   | País          | Año         |
| ---------------------- | ------------- | ----------- |
| São Caetano            | Brasil        | 2003        |
| Becamex Bình Dương FC  | Vietnam       | 2004        |
| Internacional          | Brasil        | 2004        |
| Mogi Mirim             | Brasil        | 2005        |
| Jeonbuk Hyundai Motors | Corea del Sur | 2005        |
| Paulista               | Brasil        | 2006        |
| Palmeiras              | Brasil        | 2006        |
| Fortaleza              | Brasil        | 2006        |
| Atlético Paranaense    | Brasil        | 2006 - 2007 |
| Paulista               | Brasil        | 2007        |
| Fortaleza              | Brasil        | 2007        |
| Ipatinga               | Brasil        | 2008        |
| Ponte Preta            | Brasil        | 2008        |
| Vitória                | Brasil        | 2009 - 2012 |
| JEF United Chiba       | Japón         | 2009 - 2010 |
| Kashiwa Reysol         | Japón         | 2012        |
| Goiás                  | Brasil        | 2013        |
| Sport Recife           | Brasil        | 2013 - 2014 |
| Vitória                | Brasil        | 2015 - 2016 |
| Criciúma               | Brasil        | 2015 - 2016 |
| CRB                    | Brasil        | 2016 -      |